# Спокуса Б.
«Спокуса Б.» — радянський художній фільм режисера Аркадія Сіренко, знятий в 1990 році за кіноповістю Аркадія і Бориса Стругацьких «П'ять ложок еліксиру».
Зав'язка сюжету практично повторює одну з сюжетних ліній роману братів Стругацьких «Кульгава доля». Після відвідування Снігерьовим інституту, в якому працював Магістр, починається оригінальний розвиток подій.

## Сюжет
Письменник середньої руки Фелікс Снігерьов стає володарем таємниці секти безсмертних і існування еліксиру вічного життя. Коло допущених до таємниці обмежене — їх може бути тільки п'ять чоловік, значить шостий зайвий повинен бути усунутий. Тепер перед ним постає нелегкий вибір: померти або стати безсмертним?

## У ролях
- Лембіт Ульфсак — Фелікс Олександрович Снігерьов, письменник (озвучення — Олексій Золотницький)
- Олег Борисов — Іван Давидович Мартинюк, він же Магістр
- Наталя Гундарєва — Наталя Петрівна, вона же Маркіза
- Володимир Зельдін — Павло Павлович, він же Князь
- Станіслав Садальський — Костянтин Курдюков, він же Басаврюк
- Олександр Пашутін — Ротмістр

## В епізодах
- Ганна Овсянникова — працівниця житлоконтори
- Анатолій Голік — Анатолій Сократович Романюк
- Олександр Котов — лікар швидкої допомоги
- Валентин Брілеєв — Сергій Сергійович, сусід Снігерьова

## Знімальна група
- Автори сценарію: Аркадій Стругацький, Борис Стругацький
- Режисер-постановник: Аркадій Сіренко
- Оператор-постановник: Євген Гуслинський
- Художник-постановник: Валерій Кострін
- Композитор: Едісон Денисов
- Звукооператор: В. Строков
- Диригент: Емін Хачатурян
- Художник-гример: В. Львів
- Художник-костюмер: Н. Фірсова
- Директор фільму: Семен Поздняков
- Продюсер: Валерій Щепотін